# أليستير فورستر
أليستير فورستر (بالإنجليزية: Alistair Forrester)‏ هو لاعب دارت بريطاني، ولد في القرن العشرين في اسكتلندا في المملكة المتحدة، وتوفي في 26 مايو 2018.

## وصلات خارجية
- أليستير فورستر على موقع DartsDatabase.co.uk (الإنجليزية)